# Хадджа
Хадджа (араб.  حجة‎) — город в Йемене. Расположен в северо-западной части страны, в 127 км к северо-западу от Саны, на высоте 1800 м над уровнем моря. Административный центр одноимённой мухафазы. Население по данным переписи 2004 года составляет 34 136 человек; данные на 2012 год сообщают о населении 42 569 человек.
Исторически известен как неприступный город, благодаря своему труднодоступному положению в долине, со всех сторон окружённой высокими горами. Главной достопримечательностью Хадджи является цитадель Аль-Кахира, защищающая город с востока.

## Климат
| Показатель              | Янв. | Фев. | Март | Апр. | Май  | Июнь | Июль | Авг. | Сен. | Окт. | Нояб. | Дек. | Год  |
| ----------------------- | ---- | ---- | ---- | ---- | ---- | ---- | ---- | ---- | ---- | ---- | ----- | ---- | ---- |
| Средний максимум, °C    | 24,0 | 26,0 | 26,9 | 27,1 | 28,6 | 30,7 | 29,5 | 29,0 | 28,2 | 25,3 | 23,3  | 22,9 | 26,8 |
| Средняя температура, °C | 15,8 | 17,2 | 18,9 | 19,9 | 21,6 | 23,0 | 23,2 | 22,9 | 21,3 | 18,5 | 16,3  | 15,5 | 19,5 |
| Средний минимум, °C     | 7,8  | 8,5  | 11,0 | 12,7 | 14,6 | 15,3 | 17,0 | 16,9 | 14,5 | 11,8 | 9,4   | 8,2  | 12,3 |
| Норма осадков, мм       | 7    | 8    | 22   | 39   | 24   | 4    | 34   | 54   | 12   | 4    | 8     | 7    | 223  |
| Источник:               |      |      |      |      |      |      |      |      |      |      |       |      |      |

## Фотогалерея

Заголовок
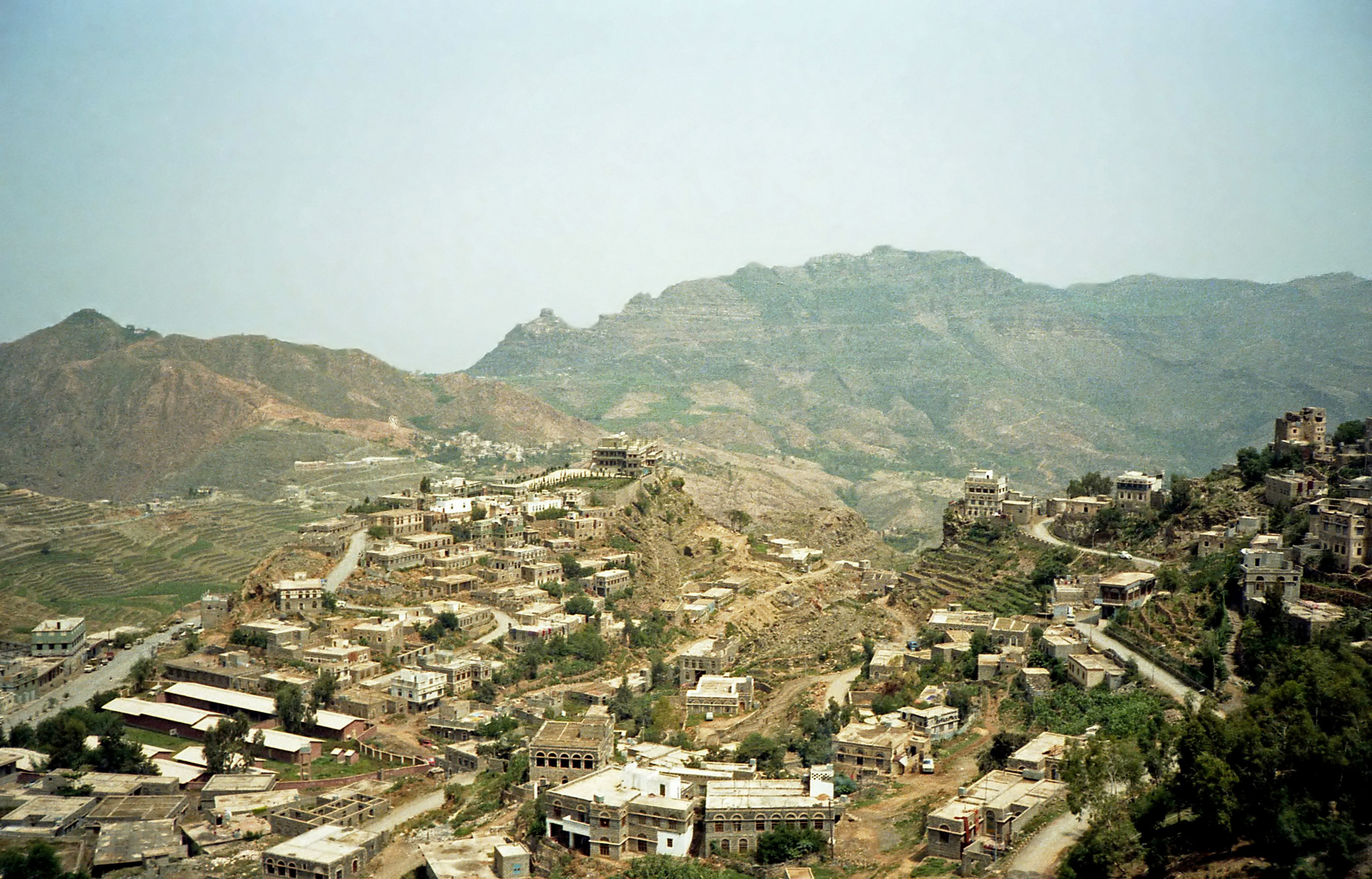
Вид города с воздуха
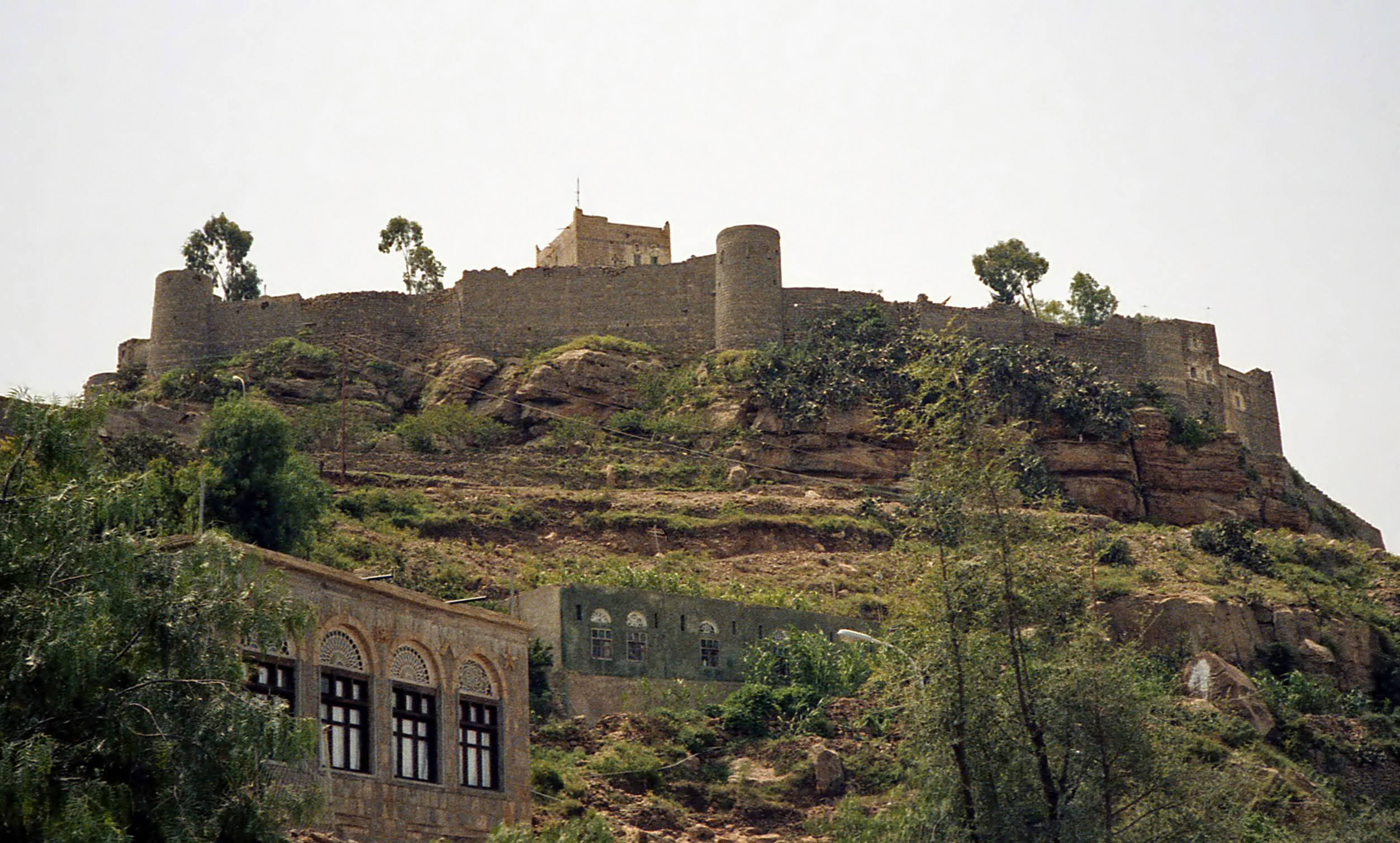
Крепость Хадджа